# Anders Lindström (generaldirektör)
Leif Anders Erling Lindström, född 7 juli 1945 i Bjärnum, Kristianstads län, är en svensk ämbetsman och fackföreningsledare.
Anders Lindström arbetade som kock i svenska handelsflottan 1963–1968. Han var ombudsman i Svenska sjöfolksförbundet 1970–1975, var lärare vid LO-skolan 1976–1977, personalchef vid AB Sundfart 1977–1978 och BPA Göteborg 1978–1980 samt forskningsledare vid Arbetslivscentrum 1981–1982. Han har studerat vid Brunnsviks folkhögskola.
Han var förbundsordförande för Svenska sjöfolksförbundet 1982–1995, ledamot i LO:s styrelse 1982–1995 och ordförande för Nordiska Transportarbetarefederationen 1989–1995.
Lindström var generaldirektör och chef för Sjöfartsverket 1996–2000 och för medlingsinstitutet 2000-2005.